# Giovanni Battista de Rossi
Giovanni Battista de Rossi (Roma, 23 de fevereiro de 1822 – Castel Gandolfo, 20 de setembro de 1894) foi um arqueólogo italiano. Escavou a necrópole de são Calisto, onde descobriu sepulcros de papas do século III e a cripta de Santa Cecília. Contribuiu para a retificação da história cristã de Roma, até a Idade Média.